# Henning Christophersen
Henning Christophersen, född 8 november 1939 i Köpenhamn, död 31 december 2016 i Bryssel, var en dansk politiker. Han var ledamot av Folketinget 1971-1984, partiledare för det högerliberala partiet Venstre 1978-1984, utrikesminister 1978-1979 samt finansminister och vice statsminister 1982-1984. Därefter tjänstgjorde han som kommissionär och vice ordförande i Europeiska kommissionen 1985-1995 under Jacques Delors och ansvarade för ekonomiska och monetära frågor.
Christophersen hade en universitetsexamen i statsvetenskap från Köpenhamns universitet från 1965.

## Utmärkelser
- Kommendör av första graden av Dannebrogorden,  1984[5]
- Finlands Lejons orden
- Riddare med storkors av Victoriaorden
- Kommendör med stora korset av Nordstjärneorden
- Storofficer av Nationalförtjänstorden

[Redigera Wikidata]